# ژان هاکوبیان
ژان ایشخانی هاکوبیان (ارمنی: Ժան Իշխանի Հակոբյան؛  زادهٔ ۲۶ اوت ۱۹۳۶ - درگذشته ۲ فوریهٔ ۲۰۲۱) یک زیست‌شیمی‌دان و استاد اهل ارمنستان بود.

## زندگی‌نامه
در ۲۶ اوت ۱۹۳۶ در استپاناوان به دنیا آمد و از دانشگاه پزشکی دولتی ایروان فارغ‌التحصیل شد. وی عضو آکادمی علوم اروپایی و فرهنگستان ملی علوم ارمنستان بود. وی همچنین برنده دانشمند شایسته جمهوری ارمنستان شده است. وی در  ۲ فوریهٔ ۲۰۲۱ در سن ۸۴ سالگی درگذشت.

## یادداشت
1. ↑  կենսաբանական գիտությունների դոկտոր